# 유진 로

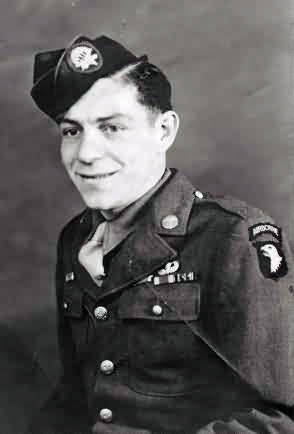
유진 로

유진 길버트 "닥" 로 Sr.(Eugene Gilbert "Doc" Roe Sr.) (1921년 10월 17일 - 1988년 12월 30일)는 미국의 101 공수 사단 506 낙하산 보병 연대 이지 중대에서 제2차 세계 대전에 참전한 참전 용사이다. 2001년 미니시리즈 《밴드 오브 브라더스》에서 미국 배우 셰인 테일러가 유진 로의 역을 연기했다.
이지 중대의 위생병 중 한 명으로서 D-데이와 마켓가든 작전, 그리고 벌지 전투에 참여한 유진 로는 루이지애나주 바이유 셰인에서 에드 로와 마우 베레의 아들로 태어났다. 케이준(프랑스계 남부 미국인) 혼혈이었던 로는 1988년 암으로 죽었다. 미니시리즈 밴드 오브 브라더스의 에피소드 6 바스통 은 로의 시각으로 이야기가 전개된다.
로와 그의 아내 베라는 맥신과 마를렌이라는 이름의 두 딸과 유진 쥬니어라는 한 명의 아들을 두었다. 또한 카일, 데레 터키, 크리스토퍼, 라이언 랭루이스, 그레그, 미쉘 로라는 이름의 여섯 손자를 두었다. 또한 두 명의 의붓딸과 일곱 명의 의붓 손자, 그리고 두 명의 의붓 증손자를 두었다.

## 같이 보기
- 미국 506 낙하산 보병 연대 E 중대
- 《밴드 오브 브라더스》